# Прозоровский, Пётр Иванович
Князь Пётр Иванович Прозоровский  (1644/1645 — 20 марта 1720) — русский государственный деятель, чашник (1660) и рында (1662), боярин (с 1676 года), наставник и сподвижник Петра Великого.

## Биография
Представитель княжеского рода Прозоровских. Старший сын боярина и воеводы, князя Ивана Семёновича Прозоровского (1618—1670) и Прасковьи Фёдоровны Лихачёвой (? — 1687). Младшие братья — князья Борис Большой (1654—1670) и Борис Меньшой (1661—1718).
В 1660 и 1662 годах князь П. И. Прозоровский служил чашником, носившим питьё перед царём при отпуске грузинского царевича Николая Давидовича и при приёме английского посла.
В 1662—1663 годах — рында в белом платье во время приёмов шведского посла. В 1664 году князь стоял возле царя с мечом во время приёма английского посла, графа Чарльза Карлайля.
В 1666—1668 годах — пристав при вселенских патриархах — Паисии Александрийском и Макарии Антиохийском. Обедал с ними иногда у царя и патриарха, сопровождал их в подмосковные монастыри, ездил к ним «со столом» от царя Алексея Михайловича, присутствовал при раздаче патриархом Макарием благословенных грамот царю и царской семье, затем был у царя «у руки». Летом 1668 года он сопровождал патриарха Макария из Москвы до Астрахани.
В 1667 и 1671 годах во время царского приёма польско-литовского посольства и подтверждения условий Андрусовского перемирия князь П. И. Прозоровский держал скипетр, когда царь Алексей Михайлович прикладывался к Евангелию.
В 1671 году князь Пётр Иванович Прозоровский подал челобитную о возвращении ему имущества своего отца и астраханского воеводы, князя Ивана Семёновича Прозоровского, убитого по приказу Степана Разина. Княжеское имущество было разграблено атаманом Василием Усом, а после его смерти перешло к его жене, которую князь Пётр и просил допросить в приказной палате.
В 1674—1675 годах князь П. И. Прозоровский был дядькой (воспитателем) при царевиче Иоанне Алексеевиче. Ему была поручена охрана царевича, когда царь Алексей Михайлович выезжал из столицы в подмосковные сёла или отправлялся к обедне в какой-либо московский монастырь.
В 1676 году перед своей смертью царь Алексей Михайлович определил опекунов для малолетнего сына Петра Алексеевича, повелев им хранить царевича «яко зеницу ока». В их состав вошёл князь Пётр Прозоровский. В июне того же года П. И. Прозоровский получил от нового царя Фёдора Алексеевича боярский чин.
В 1679 году боярин П. И. Прозоровский сопровождал царя Фёдора Алексеевича во время его поездки в Троице-Сергиеву лавру. В 1682 году подписал постановления Земского собора об отмене местничества.
В 1682 году во время венчания на царство братьев Иоанна и Петра Алексеевичей князь Пётр Иванович Прозоровский вместе с Борисом Гавриловичем Юшковым стоял на чертожном месте, возле царя Иоанна Алексеевича, и после благословения патриарха надевал на него царскую одежду.
В 1683, 1685, 1688—1689 годах князь П. И. Прозоровский сопровождал царя Иоанна Алексеевича и царевну Софью в их поездках в подмосковные сёла Коломенское и Измайлово, на богомолье в Суздаль, Владимир, Троице-Сергиеву лавру, в Саввин и Воскресенский монастыри.
В 1689 году царь Пётр Алексеевич отправлял князя Петра Прозоровского к своему старшему брату и соправителю Иоанну, требуя выдать окольничего Фёдора Шакловитого, фаворита царевны Софьи Алексеевны, и всех его сообщников. В том же 1689 году после отстранения от власти царевны Софьи царь Пётр поручил князю Петру Прозоровскому руководство приказами Большой казны и Большого прихода.
В 1697 году царь Пётр I во главе «великого посольства» предпринял большую заграничную поездку. Управление государством он поручил трём боярам, Льву Кирилловичу Нарышкину, князю Борису Алексеевичу Голицыну и князю Петру Ивановичу Прозоровскому. В 1696—1697 годах князь входил в кумпанство по строительству кораблей. В октябре 1698 года боярин Пётр Иванович Прозоровский и кравчий Василий Фёдорович Салтыков заложили на Чижовской верфи 54-пушечный корабль. В 1699 году в «Мнении» Петра Великого о воронежских кораблях сказано: «Три корабля Избрантовы, Прозоровского, Черкасского, что на Чижовке, есть наилучшие от всех кумпанских кораблей».
Весной 1698 года Тихон Никитич Стрешнев писал царю Петру, что князь Пётр Прозоровский жалуется на «великое оскудение» денег в Приказе Большой казны, так как другие приказы ему не помогают. Однако, несмотря на это, в декабре 1698 года князь П. И. Прозоровский получил от царя указ о переводе через Архангельск в Амстердам 82 000 ефимков и 40 000 червонных на покупку фузей и корабельных припасов, на наём офицеров, матросов и кораблей и на другие нужные покупки.
Во время Северной войны со Швецией князь Пётр Иванович Прозоровский оказал большие услуги Русскому государству. После разгрома в битве под Нарвой царь Пётр Великий искал способы пополнить государственную казну для создания новой артиллерии. В это тяжёлое время он написал письмо князю П. И. Прозоровскому, главе Приказа Большой казны и Оружейной палаты, чтобы он переделал в деньги всю посуду и все вещи, хранившиеся там, и прислал ему необходимую сумму. Князь Пётр Прозоровский ответил, что исполнит царский приказ, и вскоре выслал требуемую сумму новыми серебряными монетами. Когда царь вернулся после побед над шведами в Москву, то выразил князю Петру Прозорвоскому сожаление, что нельзя украсить Грановитую палату по старому, то Петр Иванович ответил, что он сохранил все вещи и рассказал Петру I о том, что ещё в то время, когда он был казначеем при его отце, то «на случай нужды (сберег) довольно знатную сумму, о которой… никто не Ведает». Петр обнял и расцеловал старого князя и просил показать кладовую. «Изволь, покажу, — отвечал князь, — только не прогневайся, государь, с договором: не брать с собой Меншикова и не открывать ему сей тайны, а то он размытарит все остатки те». Петр, осмотрев кладовую, лично отложил десять больших мешков с деньгами и сказал: «Это тебе». Но князь отказался: «Мне? Я бы мог давно и всей казной сей овладеть… Но мне не надо… моя дочь и без того нарочито богата будет»
В 1702 году царь поручил князю П. И. Прозоровскому отпустить из Приказа Большой казны 15 тысяч рублей на помощь правительству Речи Посполитой. В 1704 и 1705 годах по приказу Петра Великого князь Пётр Прозоровский выдавал крупные денежные суммы в Ратушу и Посольский приказ. В 1708 году по новому царскому распоряжению Пётр Прозоровский выделил 200 тысяч рублей на помощь польскому королю Августу Сильному в войне против Швеции.
В 1712 году после уничтожения Мастерской палаты её казна была переведена в Казённый двор под руководство князя П. И. Прозоровского, которому было приказано сделать её опись. В этом же году он присутствовал в Монастырском Приказе. В 1715 году царь прислал ему сделанные в Германии новые штемпеля, чтобы выбивать ими серебряную монету, а в 1716 году князь Пётр Прозоровский получил указы относительно чеканки некоторых медалей и продажи поташа, смолы, мачтовых деревьев за наличные ефимки, которые затем переделывались в российскую монету.
Князь Пётр Иванович Прозоровский, несмотря на свой возраст, принимал участие в «забавах» царя Петра Великого. В 1705 году к нему в дом приезжали бояре и сам царь за невестой, когда Пётр Великий вздумал женить придворного шута Ивана Кокошкина на посадской жёнке. Свадьба была сыграла в думе думного дьяка Автонома Иванова и была, как сказано в одном описании, «уборная», так как приглашённые были «в старом платье, в верезях и охобнях». В 1715 году во время шуточной свадьбы Никиты Зотова князь Пётр Прозоровский был маршалом в золотой одежде.
20 марта 1720 года престарелый князь Пётр Иванович Прозоровский скончался.

## Семья
Жена

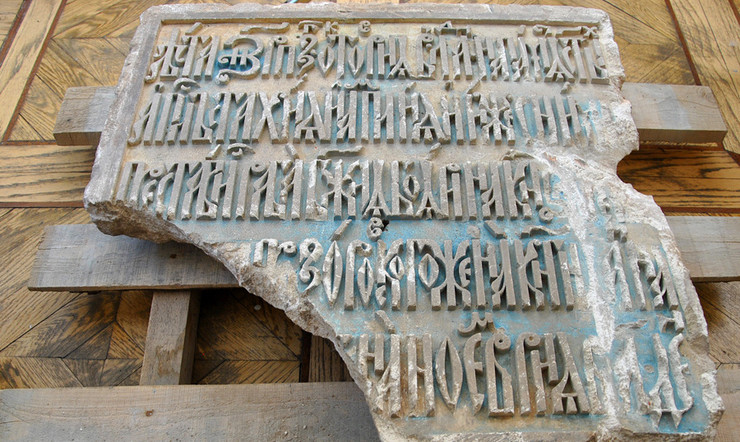
Надгробие княгини Прозоровской.

С 1664 года был женат на Анне Фёдоровне Ртищевой (ок. 1643—31 октября 1678), дочери ближнего боярина Фёдора Михайловича «Большого» Ртищева (1626—1673) и Ксении Матвеевны Зубовой (? — 1681). После ранней кончины супруги Пётр Иванович так и не женился вновь.
В 2017 году во время проведения археологических работ в центре Москвы у стен Сретенского монастыря было найдено белокаменное надгробие Анны Фёдоровны. Надгробие сохранилось хорошо, уцелели даже фрагменты покрывавшей его синей и красной краски, что опровергло точку зрения о том, что допетровские белокаменные надгробия не раскрашивались. Надпись на могильной плите гласит «Лета 1678 октября, в 31-й день на память святых апостолов Стахия и Амплия и иже с ними, преставися раба Божия боярина князя Петра Прозоровского жена княгиня Анна (погребе) на ноября в 1-й день». Надгробие было передано в Музей Москвы, где в августе-сентябре экспонировалось в составе временной выставки. 
Дочь
Княжна Анастасия Петровна Прозоровская (1665—1722), жена с 1684 года комнатного стольника, князя Ивана Алексеевича Голицына (1658—1729), одна из первых придворных дам Екатерины I.